# Alexandre Pouget
Alexandre Pouget est un homme politique français né en 1730 à Tonneins (Lot-et-Garonne) et décédé en 1800 à Saint-Martin-de-Curton (Lot-et-Garonne).
Procureur syndic du district de Casteljaloux, il est député de Lot-et-Garonne de 1791 à 1792, siégeant dans la majorité.